# Торре-де-Дон-Мігель
Торре-де-Дон-Мігель (ісп. Torre de Don Miguel) — муніципалітет в Іспанії, у складі автономної спільноти Естремадура, у провінції Касерес. Населення — 552 особи (2010).
Муніципалітет розташований на відстані близько 240 км на захід від Мадрида, 85 км на північ від Касереса.

## Демографія
Динаміка населення (INE ):

## Галерея зображень
- Розташування муніципалітету у провінції Касерес